# Josef Csaplár
Josef Csaplár (* 29. října 1962 Ostrov nad Ohří) je bývalý český fotbalový trenér. Naposledy vedl v roce 2019 český klub FC Zlín.
Kromě trenérské kariéry působí ve fotbale i jako televizní komentátor a expert. Mezi českými fanoušky a médii zpopularizoval pojmy jako „Csaplárova past“, „festival lehkých ztrát“ nebo „chybějící kvalita“.

## Hráčská kariéra
S fotbalem začínal jako hráč v příbramských klubech. Nejvýše působil ve druhé lize v Teplicích (1984/85 a 1987/88) a na vojně v Táboře (1985/86).

## Trenérská kariéra
Csaplár začal trénovat v roce 1996 klub FC Dukla, která hrála své utkání po fúzi Příbramského klubu s Duklou Praha v hlavním městě. V roce 1998 se stal asistentem trenéra Jiřího Kotrby.
V roce 2001 se přesunul do Slovanu Liberec, kde vedl tým v rovnocenné dvojici s Ladislavem Škorpilem. Jeho největším trenérským úspěchem je mistrovský titul a čtvrtfinále Poháru UEFA s Libercem v sezóně 2001/02.
Po angažmá v Liberci se stal hlavním trenérem pražské Slavie, kde působil od ledna 2004 do dubna 2005.
Následně si vyzkoušel i zahraniční angažmá v řeckém Panioniosu Athény a polské Wisle Plock, se kterou získal v sezoně 2005/06 polský fotbalový pohár a v roce 2006 polský Superpohár. V roce 2008 pak působil krátce jako hráčský skaut anglického Evertonu.
V září 2008 převzal po odvolaném Stanislavu Grigovi Viktorii Žižkov, ale již 3. listopadu byl od mužstva po sérii neuspokojivých výsledků odvolán. U týmu působil pouze 55 dní a odtrénoval 7 ligových kol s bilancí 1 výhra, 1 remíza a 5 proher.
V roce 2011 se stal trenérem reprezentace ČR do 17 let, kterou poprvé v její historii dovedl na MS ve fotbale U17 2011, kde tým nepostoupil ze základní skupiny.
V lednu 2015 se po šesti letech vrátil na českou prvoligovou scénu, když byl společně s Jiřím Kotrbou ustanoven trenérem klubu FC Slovan Liberec. Ten se po podzimní části nacházel na sestupovém 15. místě. Po prvních třech jarních kolech, ve kterých klub třikrát prohrál s celkovým skóre 2:8, byli oba trenéři 9. března 2015 ze svých funkcí odvoláni.
Po angažmá ve Spojených arabských emirátech převzal v roce 2017 po Kamilu Tobiášovi Příbram. Asistenta mu dělal například Marek Nikl či Tomáš Zápotočný. V týmu skončil společně s Niklem v březnu 2019.
Před sezónou 2019/20 se stal hlavním trenérem Zlína. U týmu vydržel ale jen čtyři měsíce a v říjnu s ním totiž vedení klubu předčasně ukončilo smlouvu kvůli špatným výsledkům týmu, který byl v první lize po 12 kolech až na předposledním patnáctém místě tabulky.